# Antonín Gavlas
Antonín Gavlas (* 4. června 1985, Cheb)je český stolní tenista.
Je přeborníkem České republiky z roku 2017, mnohonásobným přeborníkem ČR v družstvech. Spolu s Renátou Štrbíkovou je mistrem Evropy v mixu.